# Christian Grainer
Christian Friedrich Grainer (* 30. Januar 1964 in Kirchdorf) ist ein deutscher Koch.

## Werdegang
Grainer entstammt einer Gastronomenfamilie; seit 1527 ist der Gasthof im Besitz der Familie.
Nach der Ausbildung im familieneigenen Gasthaus Grainer in Kirchdorf ging Grainer 1982 zu Karl Eschlböck am Mondsee. 1985 wechselte er zum Restaurant Bareiss in Baiersbronn und 1988 zum Restaurant Bruderholz zu Hans Stucki in Basel.
Seit 1990 führt er Christians Restaurant in Kirchdorf. Seit 1999 wird Christians Restaurant mit einem Stern im Guide Michelin ausgezeichnet.
Grainer ist Mitglied der Jeunes Restaurateurs d’Europe.

## Privates
Grainer ist seit 2014 verheiratet. Er hat einen Sohn.

## Auszeichnungen
- Seit 1999: Ein Stern im Guide Michelin[4]